# Кашина Грациоза (Новара)
Кашина Грациоза је насеље у Италији у округу Новара, региону Пијемонт.
Према процени из 2011. у насељу је живело 20 становника. Насеље се налази на надморској висини од 141 м.